# DDR-Eishockeymeisterschaft 1988/89
In der DDR-Eishockey-Meisterschaft 1988/89 feierte die SG Dynamo Weißwasser ein eindrucksvolles Comeback. Mit sechs Siegen aus ebenso vielen Begegnungen nahmen sie dem Erzrivalen vom SC Dynamo Berlin nach sieben Jahren wieder den Titel ab, womit den Lausitzern in den Play-offs als Erste ein Durchmarsch gelang.
In der Bestenermittlung erkämpfte sich der mittlerweile in SG Dynamo Fritz Lesch Berlin umbenannte Seriensieger der vergangenen Jahre seinen in der Vorsaison verlorenen Titel zurück. Zusammen mit dem entthronten Zweitplatzierten von der BSG Einheit Weißwasser bestimmten nun die mit ehemaligen Nationalspielern bestückten „Alt-Kader“ der beiden Oberligisten das Leistungsniveau der A-Gruppe. Nachdem der langjährige Medaillengewinner Motor Bad Muskau bereits vergangene Saison aus der A-Gruppe abgestiegen war, konnte nun auch der ehemalige Rekordsieger aus Crimmitschau nicht mehr mithalten. Trotz ständigen Heimvorteils und einem traditionell großen Pool an Freizeitspielern belegten die Westsachsen dieses Jahr abgeschlagen den letzten Platz.

## Meistermannschaft
| SG Dynamo Weißwasser | Thomas Bresagk, Ingolf Spantig, Ulf Siegmund, Michael Bresagk, Jochen Hördler, Gerd Vogel, Tom Göbel, Olf Engelmann, Henry Balzer, Henry Domke, Hubert Hahn, Torsten Eisebitt, Steffen Thau, Harald Bölke, Peter Franke, Frank Liebert, Jens Feller, Jörg Handrick, Frank Peschke, Andreas Gebauer, Ron Noack, André Engmann, Torsten Hanusch, Ralf Hantschke, Andreas Ludwig Trainer: Peter Herzig und Rolf Bielas |

## Oberliga
| Pl. | Verein               | Serien gew. (Best of Three) | Siege0:0Niederlagen |
| --- | -------------------- | --------------------------- | ------------------- |
| 1.  | SG Dynamo Weißwasser | 2                           | 30:0–030:0          |
| 2.  | SC Dynamo Berlin (M) | –                           | 0:030–0:030         |

|     | DDR-Meister      |
| (M) | Titelverteidiger |

| Spielansetzungen     | Spielansetzungen     | Spielansetzungen     | Spielansetzungen     | Spielansetzungen     | Zwischenstände | Zwischenstände | Zwischenstände |
| -------------------- | -------------------- | -------------------- | -------------------- | -------------------- | -------------- | -------------- | -------------- |
| Spiel                | Heimteam             | Gästeteam            | Ergebnis             |                      | Siege          | Siege          | Siege          |
| Spiel                | Heimteam             | Gästeteam            | Ergebnis             | Berlin               |                | Weißwasser     |                |
| 1                    | SC Dynamo Berlin     | SG Dynamo Weißwasser | 10:03                |                      | 0              | :              | 010            |
| 2                    | SG Dynamo Weißwasser | SC Dynamo Berlin     | 90:05                |                      | 0              | :              | 020            |
| 3                    | SC Dynamo Berlin     | SG Dynamo Weißwasser | 10:04                |                      | 0              | :              | 030            |
| Stand nach 1. Serie: | Stand nach 1. Serie: | Stand nach 1. Serie: | Stand nach 1. Serie: | Stand nach 1. Serie: | 0              | :              | 010            |
| 1                    | SG Dynamo Weißwasser | SC Dynamo Berlin     | 60:02                |                      | 0              | :              | 010            |
| 2                    | SC Dynamo Berlin     | SG Dynamo Weißwasser | 50:06                |                      | 0              | :              | 020            |
| 3                    | SG Dynamo Weißwasser | SC Dynamo Berlin     | 50:03                |                      | 0              | :              | 030            |
| Stand nach 2. Serie: | Stand nach 2. Serie: | Stand nach 2. Serie: | Stand nach 2. Serie: | Stand nach 2. Serie: | 0              | :              | 020            |

| Meisterschaft entschieden |

## DDR-Bestenermittlung
Die Bestenermittlung wurde, mittlerweile zur Tradition geworden, in Crimmitschau ausgetragen. Während die A-Gruppe im März 1989 ihre Endrunde spielte, trafen die Teams der B-Gruppe bereits eine Woche früher im Februar aufeinander.

### Sieger
SG Dynamo Fritz Lesch Berlin1

### A-Gruppe
| Pl. | Verein                       | Sp. | S | U | N | Tore  | Punkte |
| --- | ---------------------------- | --- | - | - | - | ----- | ------ |
| 1.  | SG Dynamo Fritz Lesch Berlin | 3   | 3 | – | – | 32:10 | 06:0   |
| 2.  | BSG Einheit Weißwasser (M)   | 3   | 2 | – | 1 | 34:08 | 04:02  |
| 3.  | BSG Spartakus Berlin (N)     | 3   | 1 | – | 2 | 12:46 | 02:04  |
| 4.  | BSG Einheit Crimmitschau     | 3   | – | – | 3 | 10:24 | 00:06  |

|     | Sieger der DDR-Bestenermittlung |
|     | Abstieg in die B-Gruppe         |
| (M) | Titelverteidiger                |
| (N) | Neuling                         |

### B-Gruppe
| Pl. | Verein                          | Sp. | S | U | N | Tore  | Punkte |
| --- | ------------------------------- | --- | - | - | - | ----- | ------ |
| 1.  | BSG Motor Bad Muskau (A)        | 3   | 3 | – | – | 30:06 | 06:0   |
| 2.  | BSG Einheit Crimmitschau II (N) | 3   | 2 | – | 1 | 15:13 | 04:02  |
| 3.  | BSG Kraftverkehr Dresden        | 3   | 1 | – | 2 | 09:22 | 02:04  |
| 4.  | BSG HO Lebensmittel Erfurt      | 3   | – | – | 3 | 10:23 | 00:06  |

|     | Für die A-Gruppe qualifiziert                  |
|     | Relegation gegen Sieger d. Bezirksausscheidung |
| (A) | A-Gruppen-Absteiger                            |
| (N) | Neuling                                        |

## Relegation (DDR-Bestenermittlung – Bezirksliga)
| BSG HO Lebensmittel Erfurt         | – |                                            |  |
| (Letzter d. B-Gruppe/B.ermittlung) |   | (Sieger d. Ausscheidung d. Bezirksmeister) |  |

Die Relegation sollte im Winter 1989/90 ausgetragen werden und fand nach den abgesagten Bezirksausscheidungen nicht statt. Die BSG HO Lebensmittel Erfurt verblieb somit in der B-Gruppe und startete auch in der folgenden Saison in der Bestenermittlung. Da zudem mit BSG Einheit Crimmitschau II und BSG Kraftverkehr Dresden zwei Teilnehmer noch vor Turnierbeginn absagten, wurden die freien Plätze mit BSG AdW Berlin und BSG Aufbau Halle besetzt. Das Feld komplettierte die BSG Spartakus Berlin, die freiwillig aus der A-Gruppe abstieg. Der dortige Letztplatzierte, BSG Einheit Crimmitschau, durfte somit in der höchsten Gruppe verbleiben.

## Bezirksausscheidung
Die laut Ausschreibung geplanten Qualifikationsspiele wurden aufgrund der in der gesamten Republik einsetzenden gesellschaftlichen Umwälzungen und ihren Auswirkungen u. a. auf den DDR-Sport nicht ausgetragen.
|                | – |                        |  |
| (Bez. Cottbus) |   | (Bez. Karl-Marx-Stadt) |  |
|                | – |                        |  |
| (Bez. Halle)   |   | (Bez. Dresden)         |  |

## Namensänderungen
1Die SG Dynamo Fritz Lesch Berlin startete in der Vorsaison unter dem Namen BSG Foron.